# Orgue de tribune de l'église Saint-Martin de Saint-Valery-sur-Somme
L'orgue de tribune de l'église Saint-Martin de Saint-Valéry-sur-Somme est un orgue situé sur le mur ouest de la nef à l'intérieur de l'église de Saint-Valéry-sur-Somme à l'ouest du département de la Somme. 
Construit au XVIe siècle, restauré aux XVIIe siècle et XVIIIe siècle, l'instrument fut reconstruit à la fin du XIXe siècle.

## Histoire

### Création et restaurations de l'orgue duXVIesiècleauXVIIIesiècle
L'église Saint-Martin fut mise à sac en 1568, par les troupes huguenotes de François de Cocqueville, les sources indiquent que l'orgue fut ruiné mais le buffet subsista.
En 1601 l'orgue fut réparé par Isaac Huguet, facteur d’orgues de Noyon et Louis Fruart menuisier-ébéniste d'Abbeville modifia le buffet d'orgue : profondeur et ornementation (arcades, corniches, armoiries du roi, de la ville et des mariniers, un soleil…).
Abimé par des infiltrations d'eau de pluie, l'orgue fut réparé à partir de 1614 par Pierre d’Argillières, facteur d’orgues à Dieppe. En 1626, l’orgue fut replacé sur la tribune.
En 1723, l'orgue à nouveau délabré, Louis Voyez, organiste à Abbeville, établit un plan de réparation du buffet et des bois du soufflet, le reste devant être refait à neuf. Louis Labour, facteur d’orgues beauvaisien, travaillant dans la région d’Abbeville, réalisa le travail en 1754-1755. Il semble qu'un certain nombre de jeux de l'ancien orgue fut alors réutilisé. En 1784, Thuillier, facteur d’orgues amiénois répara l'instrument et le buffet.

### Reconstruction de l'orgue auXIXesiècle
En 1895, Narcisse Duputel, de Rouen, reconstruisit l’orgue pour loger un récit expressif entre le mur du fond de l’église et le buffet du Grand-Orgue. Le buffet d'orgue fut classé monument historique, au titre d'objet, le 21 février 1907.
L'instrument a été entièrement restauré en 2017 par les facteurs d'orgues : Guillaume Besnier, Olivier Buis et Thomas Blandeau de Louveciennes (Yvelines).

## Composition de l'orgue
L'orgue est désormais composé de 27 jeux et de 1 248 tuyaux en étain, plomb et bois, dont certains datent du XVIIe siècle. Le plus petit - le plus aigu - mesure un centimètre, le plus grand - le plus grave - mesure près de trois mètres.
| I. Grand-Orgue | II. Récit expressif | III. Pédale                                                                 |
| --- | --- | --------------------------------------------------------------------------- |
| Bourdon 16 Montre 8' Flûte 8' Bourdon à cheminée 8 Gros bourdon 8 Prestant 4 Nazard 2 2/3 Cornet V Fourniture IV Bombarde 16 Trompette 8 Clairon 4 | Cor de nuit 8 Viole de gambe 8 Voix céleste 8 Flûte octaviante 4 Flûte 2 Trompette harmonique 8 Basson-hautbois 8 Voix humaine 8 | Soubasse 32 Soubasse 16 Basse 8 Bourdon 4 Bombarde 16 Trompette 8 Clairon 4 |

Tirasse GO. Tirasse Récit. Accouplement Rec / GO. Expression Récit. Appel Anches Récit. Appel Anches Grand-orgue. Appel Anches Pédale. Trémolo Récit. Tremblant G-O. Rossignol.

## Organiste titulaire
- Geoffrey Chesnier[Note 1]